# Gramps
Gramps (акроним от англ. Genealogical Research and Analysis Management Programming System) — бесплатная генеалогическая компьютерная программа с открытым кодом. Разрабатывается на Python с использованием PyGObject и утилит Graphviz для создания графиков взаимоотношений.
Представляет форму совместного однорангового производства, Gramps создается генеалогами для генеалогов. Помимо генеалогических древ человека программное обеспечение использовалось для создания диаграмм родословных животных и для академических генеалогий, отображающих наставнические отношения между учеными, врачами и исследователями.

## Возможности
Gramps — широко используемый программный пакет для офлайн-генеалогии. Среди возможностей:
- Многоязыковая поддержка и мультикультурный контекст[16], включая отчества, матронимы и системы множественных имен.
- Полная совместимость с Unicode.
- Калькуляторы отношений[17], учитывающие терминологию языковых отношений, не имеющих прямых переводов на другие языки.
- Создание отчетов в различных форматах, включая .odt, LaTeX, .pdf, .rtf, .html, и .txt.
- Инструменты для создания широкого спектра отчетов и диаграмм, включая графики взаимосвязей больших сложных ациклических диаграмм[18].
- Расширяемость посредством более чем 10 типов плагинов. Эти плагины включают Gramplets и Views; Gramplets обеспечивают динамические или интерактивные представления данных в основном интерфейсе Gramps[19].
- Событийно-ориентированный подход к документированию, аналогичный Концептуальной справочной модели CIDOC, используемой многими учреждениями культурного наследия[20].
- Функция «проверки на вменяемость», которая отмечает маловероятные события, такие как рождение людей в маловероятном возрасте[10].
- Поддержка нескольких календарных систем, включая григорианский, юлианский и исламский календари[21].
- Подробная документация по API для программистов и бесплатный и открытый исходный код, размещенный в открытом доступе[22].

## Файловый формат
Основной формат архивных файлов Gramps называется Gramps XML и использует расширение файла .gramps. Является расширением XML. Gramps XML — это открытый формат, который обычно сжимается с помощью gzip. Формат файла Portable Gramps XML Package использует расширение .gpkg и в настоящее время представляет собой архив .tar.gz, включающий Gramps XML вместе со всеми прикрепленным файлами. Пользователи могут переименовать расширение файла .gramps в .gz для редактирования содержимого генеалогического документа с помощью текстового редактора. Внутри Gramps в качестве бэкeнда базы данных по умолчанию используется SQLite, а другие базы данных доступны в качестве плагинов.
Gramps может импортировать из следующих форматов: Gramps XML, Gramps Package (Portable Gramps XML), Gramps 2.x .grdb (старые версии Gramps), GEDCOM, CSV.
Gramps поддерживает экспорт данных: Gramps XML, Gramps Package (Portable Gramps XML), GEDCOM, формат GW GeneWeb, формат Web Family Tree (.WFT), vCard, vCalendar, CSV.

### Программы поддерживающие Gramps XML
- Gramps Web это совместное веб-приложение, созданное на основе ядра Gramps и поддерживающее импорт и экспорт XML Gramps[30].
- Betty от Барта Финстра создает статические веб-сайты из файлов Gramps XML и Gramps XML Package в качестве альтернативы GEDCOM[31].
- PhpGedView[англ.] (версии 4.1 и выше) поддерживает[32] вывод в Gramps XML.
- Компонент Gramps PHP JoomlaGen для Joomla использует и загружает экспорты базы данных GRAMPS XML для демонстрации генеалогической информации и обзоров. JoomlaGen совместим с GRAMPS 3.3.0[33].
- Скрипт tmg2gramps от Anne Jessel конвертирует генеалогические данные The Master Genealogist v6[англ.] в Gramps v2.2.6 XML[34].

## Языки
Gramps доступен на 45 языках (по состоянию на декабрь 2014 г.).
В Gramps есть два специализированных языка перевода:
- Родословная животных, позволяющая отслеживать родословную и породу животных[36].
- Тот же пол/одинаковый пол, что дает возможность удалить из отчетов слова, носящие гендерный характер[37].

## История релизов
Проект стартовал как GRAMPS в 2001 году, а первый стабильный релиз состоялся в 2004 году. Первоначально программа была доступна только для Linux, но с версии 2.2.1 (от 30 октября 2006 года) стала доступна также и для Windows, а с версии 3.2.4 (от 16 октября 2010 года) — для Mac OS X.
В следующей таблице показана избранная история выпусков новых функций для проекта. (Патчи и исправления ошибок публикуются на GitHub и периодически объединяются в небольшие выпуски «исправления ошибок»).
| Версия       | Дата релиза | Название                                 | Комментарий |
| ------------ | ----------- | ---------------------------------------- | --- |
| GRAMPS 1.0.0 | 2004-02-11  | "Stable as a Tombstone"                  | Использование XML для хранений информации. (Первоначально Дональд назвал программу Relativity, прежде чем его отец предложил название GRAMPS)                                                                         |
| GRAMPS 2.0.0 | 2005-05-11  | "The Bright Side of Life"                | Представлена серверная часть базы данных Berkeley. |
| GRAMPS 2.0.8 | 2005-09-05  | "Romani ite domum"                       | Первый порт на Macintosh OSX сделанный для MacPorts. |
| GRAMPS 2.2.1 | 2006-10-30  | "One, two, five!"                        | Изначально доступный только для Unix-подобных операционных систем, с этого релиза GRAMPS доступен и для Windows. |
| GRAMPS 3.0.0 | 2008-03-24  | "It was just getting interesting."       | Представлен новый формат базы данных Family Tree .gpkg и отказ от старого .grdb. Система плагинов "Gramplets". |
| Gramps 3.2.0 | 2010-04-15  | "I am your father"                       | Смена названия GRAMPS. Новая система управления плагинами, оптимизация производительности, иерархический список мест и представление карты.                                                                           |
| Gramps 3.4.0 | 2012-05-21  | "Always look on the bright side of life" | Заменены Ссылок на источники на Цитаты, которыми можно делиться и которые могут иметь медиа-объекты и элементы «данных», прикрепленные к ним. Спецификация Gramps XML была обновлена, чтобы сделать её идемпотентной. |
| Gramps 4.0.0 | 2013-05-21  | "The Miracle of Birth"                   | Преобразование в GTK+ 3, добавлена поддержка Python 3. Сохранен тот же формат данных, что и Gramps 3.4. |
| Gramps 4.1.0 | 2014-06-18  | "Name go in book"                        | Полная поддержка Python 3. Новая модель иерархий мест. Формат данных отличается от серии Gramps 3.4. |
| Gramps 4.2.0 | 2015-08-03  |                                          | Поддерживается только Python 3 (поддержка Python 2 прекращена). Формат данных отличается от серии Gramps 3.4. |
| Gramps 5.0.0 | 2018-07-24  |                                          | Только Python 3.2+ / GTK 3.10+ / BSDDB 3 (серверная часть по умолчанию) / SQLite3 (экспериментальная серверная часть)                                                                                                 |
| Gramps 5.1.0 | 2019-08-21  |                                          | Только Python 3.3+ / GTK 3.12+ / SQLite3 (бэкенд по умолчанию) / BSDDB 3 (устаревший бэкенд) |
| Gramps 5.2.0 | 2024-02-23  |                                          | Только Python 3.8+ / GTK 3.24+ / SQLite3 / BSDDB 3 (только для чтения для обновлений) |

- Полная история предыдущих релизов[39][40][44].